# Вінчестер (Арканзас)
Вінчестер (англ. Winchester) — місто (англ. town) в США, в окрузі Дру штату Арканзас. Населення — 137 осіб (2020).

## Географія
Вінчестер розташований на висоті 47 метрів над рівнем моря за координатами 33°46′27″ пн. ш. 91°28′26″ зх. д. / 33.77417° пн. ш. 91.47389° зх. д. (33.774039, -91.473822).  За даними Бюро перепису населення США в 2010 році місто мало площу 1,29 км², уся площа — суходіл.

## Демографія
Згідно з переписом 2010 року, у місті мешкало 167 осіб у 63 домогосподарствах у складі 44 родин. Густота населення становила 129 осіб/км².  Було 82 помешкання (64/км²). 
Расовий склад населення:
| - 68,9 % — чорних або афроамериканців - 26,9 % — білих - 1,2 % — азіатів - 0,6 % — корінних американців |

До двох чи більше рас належало 2,4 %. Іспаномовні складали 0,0 % від усіх жителів.
За віковим діапазоном населення розподілялося таким чином: 24,6 % — особи молодші 18 років, 59,2 % — особи у віці 18—64 років, 16,2 % — особи у віці 65 років та старші. Медіана віку мешканця становила 45,5 року. На 100 осіб жіночої статі у місті припадало 101,2 чоловіків;  на 100 жінок у віці від 18 років та старших — 96,9 чоловіків також старших 18 років.
Середній дохід на одне домашнє господарство  становив 20 964 долари США (медіана — 15 750), а середній дохід на одну сім'ю — 23 891 долар (медіана — 16 458). За межею бідності перебувало 64,0 % осіб, у тому числі 78,5 % дітей у віці до 18 років та 9,1 % осіб у віці 65 років та старших.
Цивільне працевлаштоване населення становило 50 осіб. Основні галузі зайнятості: роздрібна торгівля — 30,0 %, публічна адміністрація — 18,0 %, мистецтво, розваги та відпочинок — 14,0 %.
За даними перепису населення 2000 року у Вінчестері проживав 191 осіб, 52 родини, налічувалося 69 домашніх господарств і 78 житлових будинків. Середня густота населення становила близько 146,9 осіб на один квадратний кілометр. Расовий склад Вінчестера за даними перепису розподілився таким чином: 29,32 % білих, 64,92 % — чорних або афроамериканців, 1,05 % — корінних американців, 1,05 % — представників змішаних рас, 3,66 % — інших народів. іспаномовні склали 3,66 % від усіх жителів містечка.
З 69 домашніх господарств в 37,7 % — виховували дітей віком до 18 років, 53,6 % представляли собою подружні пари, які спільно проживали, в 20,3 % сімей жінки проживали без чоловіків, 23,2 % не мали сімей. 23,2 % від загального числа сімей на момент перепису жили самостійно, при цьому 13,0 % склали самотні літні люди у віці 65 років та старше. Середній розмір домашнього господарства склав 2,77 особи, а середній розмір родини — 3,25 особи.
Населення містечка за віковим діапазоном за даними перепису 2000 року розподілилося таким чином: 31,9 % — жителі молодше 18 років, 6,3 % — між 18 і 24 роками, 24,6 % — від 25 до 44 років, 23,6 % — від 45 до 64 років і 13,6 % — у віці 65 років та старше. Середній вік мешканця склав 36 років. На кожні 100 жінок у Вінчестері припадало 96,9 чоловіків, у віці від 18 років та старше — 91,2 чоловіків також старше 18 років.
Середній дохід на одне домашнє господарство в містечкі склав 24 375 доларів США, а середній дохід на одну сім'ю — 29 750 доларів. При цьому чоловіки мали середній дохід в 29 583 долара США на рік проти 11 250 доларів середньорічного доходу у жінок. Дохід на душу населення в містечкі склав 10 397 доларів на рік. 12,8 % від усього числа сімей в окрузі і 17,0 % від усієї чисельності населення перебувало на момент перепису населення за межею бідності, при цьому 27,8 % з них були молодші 18 років і 28,0 % — у віці 65 років та старше.